# Lijst van beschermd erfgoed in Tubeke
Onderstaande tabel geeft een overzicht van de beschermde erfgoederen in de gemeente Tubeke. Het beschermd erfgoed maakt onderdeel uit van het cultureel erfgoed in België.
| Object | Bouwjaar/architect | Deelgemeente | Adres | Coördinaten                   | Nummer?                | Afbeelding |
| --- | ------------------ | ------------ | ----- | ----------------------------- | ---------------------- | --- |
| Kerk ('Saint-Martin') te Oisquercq |                    |              |       | 50° 40' 13" NB, 4° 13' 11" OL | 25105-CLT-0005-01 Info | Kerk ('Saint-Martin') te Oisquercq |
| Toren van kerk Sainte Renelde, te Saintes                                                                                                  |                    |              |       | 50° 42' 15" NB, 4° 9' 37" OL  | 25105-CLT-0007-01 Info | Toren van kerk Sainte Renelde, te Saintes                                                                                                  |
| De wagen van de processie van St. Renelde gelegen in de kerk van Sainte Renelde, te Saintes                                                |                    |              |       | 50° 42' 15" NB, 4° 9' 38" OL  | 25105-CLT-0008-01 Info | De wagen van de processie van St. Renelde gelegen in de kerk van Sainte Renelde, te Saintes                                                |
| Windmolen steen, genaamd "Hondzochtmolen" te Saintes                                                                                       |                    |              |       | 50° 42' 51" NB, 4° 10' 39" OL | 25105-CLT-0009-01 Info | Windmolen steen, genaamd "Hondzochtmolen" te Saintes                                                                                       |
| Plataan "Arbre de la Liberté" geplant door vrijwilligers bij hun terugkeer uit Brussel in 1830, groeiend op het openbare plein van Saintes |                    |              |       | 50° 42' 16" NB, 4° 9' 36" OL  | 25105-CLT-0010-01 Info | Plataan "Arbre de la Liberté" geplant door vrijwilligers bij hun terugkeer uit Brussel in 1830, groeiend op het openbare plein van Saintes |
| De gevels en daken van het kasteel en de boerderij Clabecq en het ensemble gevormd door deze gebouwen en hun omliggende gronden            |                    |              |       | 50° 41' 4" NB, 4° 13' 28" OL  | 25105-CLT-0012-01 Info | De gevels en daken van het kasteel en de boerderij Clabecq en het ensemble gevormd door deze gebouwen en hun omliggende gronden            |
| Putten Sainte-Renelde, te Saintes, en het ensemble van de putten en de omliggende gronden                                                  |                    |              |       | 50° 41' 52" NB, 4° 9' 20" OL  | 25105-CLT-0013-01 Info | Putten Sainte-Renelde, te Saintes, en het ensemble van de putten en de omliggende gronden                                                  |